# California Dreams (producent gier komputerowych)
California Dreams – polski producent gier komputerowych, działający w latach 1987–1991. Studio to tworzyło gry głównie na rynek amerykański. Najbardziej znanymi tytułami wydanymi przez California Dreams były gra logiczna Blockout i wyścigowa Street Rod na komputery Amiga, które uzyskały pozytywny odbiór krytyków. Niską popularność zyskała natomiast gra Solidarność, w której gracz miał za zadanie tworzenie opozycji antykomunistycznej w Polsce.

## Gry wyprodukowane
- Club Backgammon (1988)
- Mancala (1988)
- Vegas Craps (1988)
- Vegas Gambler (1988)
- TrianGO (1988)
- Blockout (1989)
- Street Rod (1989)
- Tunnels of Armageddon (1989)
- Solidarność (1991)
- Street Rod 2 (1991)